# キートンの恋愛三代記
『キートンの恋愛三代記』（キートンのれんあいさんだいき、原題: Three Ages）、または『滑稽恋愛三代記』は、バスター・キートンとウォーレス・ビアリー出演の1923年のアメリカ合衆国の白黒・サイレント・コメディ映画である。キートンが初めて監督・脚本・製作を務めた長編映画である（出演のみならばこれ以前に『馬鹿息子』（1920年）がある）。

## プロット
先史時代、古代ローマ、現代（狂騒の20年代）の3つの時代を舞台にキートン演じる小男の恋愛物語が描かれる。

## キャスト
- マーガレット・リーイー（英語版）
- ウォーレス・ビアリー
- バスター・キートン
- リリアン・ローレンス（英語版）
- ジョー・ロバーツ
- キューピー・モーガン（英語版）

## 評価
『フォトプレイ』では「良い点はあるが、バスターの標準を下回っている」と評された。